# Dino Butković
Dino Butković (* 30. September 1992) ist ein kroatischer Biathlet.
Dino Butković gab sein internationales Debüt 2008 in Obertilliach im Rahmen eines Sprints des IBU-Cups und wurde dort 165. Im weiteren Verlauf der Saison kam er als 57. eines Sprints erstmals unter die besten 100. Bei seinem besten Resultat 2011 in Bansko verpasste er als 42. eines Sprints um zwei Plätze die Punkteränge. Erstes Großereignis wurden die Biathlon-Europameisterschaften 2011 in Ridnaun, wo er bei den Juniorenrennen 59. des Einzels wurde. Das Sprintrennen beendete er nicht. Bei den Biathlon-Juniorenweltmeisterschaften 2011 in Nové Město na Moravě wurde er 69. und qualifizierte sich dabei knapp für das Verfolgungsrennen, bei dem er als überrundeter Läufer nicht ins Ziel kam. Es folgten die Biathlon-Weltmeisterschaften 2011 in Chanty-Mansijsk, wo Butković die Plätze 117 im Einzel und 122 im Sprint belegte. Im weiteren Saisonverlauf startete Butković in Nové Město auch bei den Juniorenrennen der Sommerbiathlon-Weltmeisterschaften 2011 und belegte den 45. Platz im Sprint. Im Verfolgungsrennen kam er als überrundeter Läufer nicht ins Ziel. 2012 nahm er in Ruhpolding erneut bei den Weltmeisterschaften teil und wurde 134. des Einzels, 136. des Sprints und mit der kroatischen Staffel überrundet. In Hochfilzen debütierte Butković 2012 im Biathlon-Weltcup und erreichte bei einem Sprint mit Rang 98. sein bislang bestes Ergebnis in der höchsten Rennserie des Biathlonsports. Erfolgreich wurden die Biathlon-Juniorenweltmeisterschaften 2013 in Obertilliach. Im Sprint verpasste er als 44. ebenso wie in der Verfolgung als 30. noch Spitzenplätze. Im Einzel gewann er hinter Alexander Loginow die Silbermedaille und erreichte damit eine der besten Platzierungen eines kroatischen Biathleten überhaupt.

## Biathlon-Weltcup-Platzierungen
Die Tabelle zeigt alle Platzierungen (je nach Austragungsjahr einschließlich Olympische Spiele und Weltmeisterschaften).
- 1.–3. Platz: Anzahl der Podiumsplatzierungen
- Top 10: Anzahl der Platzierungen unter den ersten zehn (einschließlich Podium)
- Punkteränge: Anzahl der Platzierungen innerhalb der Punkteränge (einschließlich Podium und Top 10)
- Starts: Anzahl gelaufener Rennen in der jeweiligen Disziplin

| Platzierung            | Einzel | Sprint | Verfolgung | Massenstart | Staffel | Gesamt |
| ---------------------- | ------ | ------ | ---------- | ----------- | ------- | ------ |
| 1. Platz               |        |        |            |             |         |        |
| 2. Platz               |        |        |            |             |         |        |
| 3. Platz               |        |        |            |             |         |        |
| Top 10                 |        |        |            |             |         |        |
| Punkteränge            |        |        |            |             | 1       | 1      |
| Starts                 | 2      | 4      |            |             | 1       | 7      |
| Stand: 30. Januar 2013 |        |        |            |             |         |        |